# Parc botanique de la Teyssonnière
Le parc botanique de la Teyssonnière est un jardin botanique de 15 hectares entourant le château de la Teyssonnière à Buellas. Il a été conçu à la fin du XVIIIe siècle par Charles Agricole Nestor de La Teyssonnière. Le jardin fait l'objet d'un document préalable relatif au pré-inventaire des jardins remarquables.
Il est habituellement ouvert au public à partir du mois de mai, du lundi au vendredi de 14h à 19h et uniquement sur rendez-vous.